# Южный Кастельнодари
Южный Кастельнодари́ (фр. Castelnaudary-Sud) — кантон во Франции, находится в регионе Лангедок — Руссильон, департамент Од. Входит в состав округа Каркасон.
Код INSEE кантона — 1110. Всего в кантон Южный Кастельнодари входят 13 коммун, из них главной коммуной является Кастельнодари.

## Коммуны кантона
| Коммуна            | Население, чел. (1999) | Почтовый индекс | Код INSEE |
| ------------------ | ---------------------- | --------------- | --------- |
| Вильнёв-ла-Конталь | 1 025                  | 11400           | 11430     |
| Вильпент           | 1 024                  | 11150           | 11434     |
| Кастельнодари      | 10 851                 | 11400           | 11076     |
| Лабастид-д’Анжу    | 889                    | 11320           | 11178     |
| Лаборд             | 689                    | 11400           | 11192     |
| Лорабюк            | 308                    | 11400           | 11195     |
| Мас-Сент-Пюэль     | 805                    | 11400           | 11225     |
| Мирваль-Лораге     | 164                    | 11400           | 11234     |
| Монферран          | 410                    | 11320           | 11243     |
| Пексьора           | 814                    | 11150           | 11281     |
| Рико               | 242                    | 11400           | 11313     |
| Сен-Мартен-Лаланд  | 959                    | 11400           | 11356     |
| Фандей             | 418                    | 11400           | 11138     |

## Население
Население кантона на 1999 год составляло 14 815 человек.
| 1962 | 1968 | 1975 | 1982 | 1990 | 1999   | 2006 | 2007 |
| ---- | ---- | ---- | ---- | ---- | ------ | ---- | ---- |
| -    | -    | -    | -    | -    | 14 815 | -    | -    |